# Austrolimnophila brevicellula
Austrolimnophila brevicellula är en tvåvingeart som beskrevs av Jaroslav Stary 1977. Austrolimnophila brevicellula ingår i släktet Austrolimnophila och familjen småharkrankar. Inga underarter finns listade i Catalogue of Life.